# BAFTA (премия, 1951)
4-я церемония вручения наград премии BAFTA

Лондон, Англия
Лучший фильм: 

Всё о Еве 

All About Eve
Лучший британский фильм: 

Синяя лампа 

The Blue Lamp
< 3-я Церемонии вручения 5-я >
4-я церемония вручения наград премии BAFTA за заслуги в области кинематографа за 1950 год состоялась в Лондоне в 1951 году.
Награды были вручены в пяти номинациях. В категории «Лучший фильм» в основном были представлены киноленты производства США («Всё о Еве», «Асфальтовые джунгли», «Увольнение в город», «Мужчины» и «Осквернитель праха»), а также две картины из Франции («Орфей» и «Красота дьявола»).
Ниже приведён полный список победителей и номинантов премии с указанием имён режиссёров, оригинальных и русскоязычных названий фильмов. Имена режиссёров и названия фильмов, победивших в данной категории, выделены жирным шрифтом и отдельным цветом.
| Категория                                       | Фильм — русскоязычное название    | Фильм — оригинальное название           | Режиссёр                    |
| ----------------------------------------------- | --------------------------------- | --------------------------------------- | --------------------------- |
| Лучший фильм                                    | • «Всё о Еве»                     | All About Eve                           | Джозеф Манкевич             |
| Лучший фильм                                    | • «Орфей»                         | Orphée                                  | Жан Кокто                   |
| Лучший фильм                                    | • «Мужчины»                       | The Men                                 | Фред Циннеман               |
| Лучший фильм                                    | • «Красота дьявола»               | La Beauté du diable                     | Рене Клер                   |
| Лучший фильм                                    | • «Осквернитель праха»            | Intruder in the Dust                    | Кларенс Браун               |
| Лучший фильм                                    | • «Увольнение в город»            | On the Town                             | Стэнли Донен, Джин Келли    |
| Лучший фильм                                    | • «Асфальтовые джунгли»           | The Asphalt Jungle                      | Джон Хьюстон                |
| Лучший британский фильм                         | • «Синяя лампа»                   | The Blue Lamp                           | Бэзил Дирден                |
| Лучший британский фильм                         | • «Раз в жизни»                   | Chance of a Lifetime                    | Бернард Майлз               |
| Лучший британский фильм                         | • «Деревянный конь»               | The Wooden Horse                        | Джек Ли                     |
| Лучший британский фильм                         | • «Утреннее отплытие»             | Morning Departure                       | Рой Уорд Бейкер             |
| Лучший британский фильм                         | • «Государственная тайна»         | State Secret                            | Сидни Гиллиат               |
| Лучший британский фильм                         | • «Семь дней до полудня»          | Seven Days to Noon                      | Джон Боултинг, Рой Боултинг |
| Лучший документальный фильм                     | • «Непобедимый»                   | The Undefeated                          | Пол Диксон                  |
| Лучший документальный фильм                     | • «Кон-Тики»                      | Kon-Tiki                                | Тур Хейердал                |
| Лучший документальный фильм                     | • «Остров тюленей»                | Seal Island                             | Джеймс Алгар                |
| Лучший документальный фильм                     | • «Зелёная гора»                  | La montagne est verte                   | Жан Леэриссей               |
| Лучший документальный фильм                     | • «Жизнь начинается завтра»       | La vie commence demain                  | Николь Ведре                |
| Лучший документальный фильм                     | • —                               | The Vatican                             | —                           |
| Лучший документальный фильм                     | • —                               | Inland Waterways                        | —                           |
| Специальная награда Special Award               | • «Настоящая Япония — Наше время» | This Modern Age: The True Fact of Japan | —                           |
| Специальная награда Special Award               | • —                               | Sound                                   | —                           |
| Специальная награда Special Award               | • —                               | Scrapbook for 1933                      | —                           |
| Специальная награда Special Award               | • —                               | Mediãval Castles                        | —                           |
| Специальная награда Special Award               | • —                               | Muscle Beach                            | Ирвинг Лернер, Джозеф Стрик |
| Специальная награда Special Award               | • —                               | The Magic Canvas                        | —                           |
| Специальная награда Special Award               | • —                               | Les charmes de l’existence              | Жан Гремийон, Пьер Каст     |
| Награда объединённых наций United Nations Award | • «Осквернитель праха»            | Intruder in the Dust                    | Кларенс Браун               |
| Награда объединённых наций United Nations Award | • «Зелёная гора»                  | La montagne est verte                   | Жан Леэриссей               |
| Награда объединённых наций United Nations Award | • «Разделительная линия»          | The Lawless                             | Джозеф Лоузи                |